# Tidens tvång
Tidens tvång, utgiven av Norstedts 2009, utgör andra delen av Bengt Pohjanens självbiografiska romaner. I den första romanen Smugglarkungens son, utgiven av Norstedts 2007, berättade Pohjanen om sin barndom (1944–1955). 
Tidens tvång handlar Bengts (eller Pänktti som han heter på meänkieli) ungdom från realskoletiden i Pajala till studenten i Haparanda. För Tidens tvång och Smugglarkungens son fick Bengt Pohjanen Eyvind Johnsonpriset 2010. Motiveringen var: ”Som i sina två senaste romaner – Smugglarkungens son och Tidens tvång – skildrar erövrandet av ett språk där liv och litteratur förenas och där dikt och skröna smälter samman till stor berättarkonst”.